# Triplet Lwa

Galaktyki Tripletu Lwa: Messier 65 (prawa u góry) i Messier 66 (prawa poniżej) oraz NGC 3628 (po lewej) – fot. VLT Survey Telescope

Triplet Lwa (również Grupa M66) – mała grupa galaktyk znajdująca się w konstelacji Lwa w odległości 35 milionów lat świetlnych. Do grupy tej należą galaktyki: Messier 65, Messier 66 oraz NGC 3628. Triplet Lwa wraz z grupą Lew I może stanowić większą grupę należącą do Supergromady Lokalnej.

## Galaktyki Tripletu Lwa
| Nazwa    | Typ      | Rektascensja (J2000) | Deklinacja (J2000) | Redshift (km/s) | Wielkość gwiazdowa |
| -------- | -------- | -------------------- | ------------------ | --------------- | ------------------ |
| M65      | SAB(rs)a | 11h 18m 55,9s        | +13° 05′ 33″       | 807 ± 3         | 10,25              |
| M66      | SAB(s)b  | 11h 20m 14,9s        | +12° 59′ 30″       | 727 ± 3         | 9,65               |
| NGC 3628 | SAb pec  | 11h 20m 17,0s        | +13° 35′ 23″       | 843 ± 1         | 10,2               |